# Enrique Rajoy
Enrique Rajoy Leloup (Santiago de Compostela, La Coruña; 27 de marzo de 1882- Santiago de Compostela, 23 de marzo de 1966) fue un jurista y profesor universitario español, promotor y redactor del Estatuto Gallego de 1936.

## Biografía
Nació en Santiago de Compostela, pero estaba vinculado a Pontevedra por su familia paterna. Siendo muy joven, sirvió como oficial del Ayuntamiento de Conxo y posteriormente como secretario. Se licenció en Derecho por la Universidad de Santiago de Compostela en 1910 y se incorporó al colegio de abogados. Fue concejal de Santiago de Compostela, siendo elegido en 1931, en el seno de la coalición monárquica, y profesor de Derecho Civil en la Universidad de Santiago de Compostela. Republicano y galleguista. Formó parte de la Comisión redactora del Proyecto de Estatuto de Autonomía de Galicia de 1936, durante la II República española, junto con Alexandre Bóveda. El 19 de abril de 1932 había propuesto al Consistorio santiagués que tomara la iniciativa para conferir estatus legal a la constitución como autonomía de Galicia, que se había demorado, pues en Cataluña y en Vascongadas ya se habían iniciado. Rajoy manifestó:

«El asunto es, sin embargo, de una trascendencia enorme para el porvenir de la Región, y resulta depresiva y suicida la impasibilidad ante él.»

Iniciado el procedimiento, el Consistorio constituyó una comisión de organización, de la cual Rajoy fue secretario. Dicha comisión convocó una asamblea preparadora para el 3 de julio de 1932, a la cual asistieron asociaciones, partidos políticos y personalidades políticas y culturales gallegas. Rajoy fue nombrado secretario de la Mesa definitiva. La asamblea acordó conceder a la Mesa un voto de confianza para nombrar a los diez miembros de una comisión que se encargaría de elaborar un proyecto de Estatuto de Autonomía. La proposición se aprobó, siendo aclamada, y en la misma se encontraba Rajoy. Asimismo, se acordó que la Comisión Organizadora del Consistorio redactara el Reglamento de la Asamblea Regional de Ayuntamientos, que se aprobó el 1 de noviembre de 1932. En el acto en que se constituyó la Comisión Redactora del Estatuto, 3 de julio de 1932, los miembros de la misma designaron a Rajoy para que fuese su secretario.
Al triunfar en Galicia el  golpe de Estado de 1936 contra la II República española, fue represaliado y privado de su Cátedra Universitaria en Santiago de Compostela. En 1952 se le permitió regresar al cargo, que había ocupado con anterioridad a 1936, de Decano del Colegio de Abogados.
Uno de sus nietos es Mariano Rajoy, presidente del gobierno español desde el 21 de diciembre de 2011 hasta el 1 de junio de 2018.